# 정보통신여단
정보통신여단은 지상작전사령부에 통신 지원을 제공하는 여단이다. 제1, 3야전군의 제11, 13정보통신단을 병합하여 2019년 1월 1일에 창설되었다.

## 부대
- 통신운용대대, 경기도 용인시
- 제111정보통신대대, 강원도 횡성군
- 제112정보통신대대, 강원도 원주시
- 제311정보통신대대, 경기도 의정부시
- 제312정보통신대대, 경기도 용인시